# Organizational breakdown structure

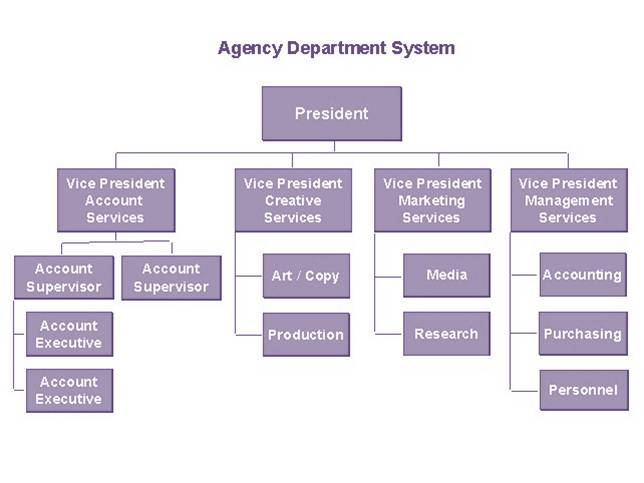
Exemple d'organigramme

La structure organisationnelle du projet (en anglais organizational breakdown structure, OBS) est un schéma qui représente les responsabilités de chaque membre pour chaque tâche d'un projet.
Cet organigramme répond à la question : qui sont les acteurs ? Quelles sont les compétences, responsabilités, disponibilités, relations et interdépendances ?